# Poslije nas
Poslije nas je 13. album pjevačice Nede Ukraden izdan 1990.
godine za sarajevsku diskografsku kuću Diskoton i to kao kazeta, gramofonska ploča i CD. 

## Popis pjesama (kazeta)

### A strana
- A1. Poslije nas
- A2. Ko te ne zna
- A3. Krijem da te volim
- A4. Ne zna srce

### B strana
- B1. Idi neću zaplakati
- B2. Lažu, lažu nas godine
- B3. Kažu da te ostavim
- B4. Zar čekala nisam dugo

## O albumu
Svoj posljednji album u SFR Jugoslaviji Neda Ukraden snimila je krajem 1990. godine pod nazivom "Poslije nas". Suradnici na tom albumu su bili mladi sarajevski muzičari na čelu s Harijem Varešanovićem.

## Suradnici
- Producent - Hari Varešanović (pjesme: od A1 do B2, B4)
- Koproducent i klavijaturist - Adi Mulahalilović
- Tekstopisci - A. Čengić (pjesma: B4), F. Pecikoza (pjesme: od A1 do B1, B4), Marina Tucaković (pjesme: B2, B3)
- Aranžman - Hari Varešanović (pjesme: A1, A2, B4), Đorđe Novković (pjesme: od A3 do B3)
- Miksao - Franjo Valentić
- Gitara - Edo Mulahalilović
- Tamburica - Cigani Pavlovići
- Dizajn albuma - Davor Papić

## Vanjske poveznice
- Album "Poslije nas" na www.discogs.com